# Čtvrtá vláda Konrada Adenauera
Čtvrtá vláda Konrada Adenauera byla vláda SRN v období Západního Německa, působila od 14. listopadu 1961 do 13. prosince 1962. Byla zformována po federálních volbách v roce 1961. Tvořila ji koalice liberálně konzervativní křesťanskodemokratické CDU/CSU a liberální středo-pravicové FDP. Vláda padla v důsledku aféry s deníkem Der Spiegel.

## Aféra Der Spiegelu 1962
Německý deník Der Spiegel uveřejnil 10. října 1962 kritický článek o obranné politice spolkové vlády a Bundeswehru. 26. října následně policie obsadila redakci deníku a zatkla jeho vydavatele a majitele Rudolfa Augsteina a následně ho obvinila z porušování zákonů o státním tajemství.
Na základě této aféry složili 19. listopadu všichni ministři za FDP na protest své funkce a strana z vlády vystoupila, což vyvolalo vládní krizi. Jakmile bylo zaručeno, že spolkový ministr obrany Franz Josef Strauß (CSU) již součástí nového kabinetu nebude, došlo v prosinci 1962 k sestavení nové vlády již bez ministrů, kteří se na vzniku aféry podíleli. Strauß byl následně ve své funkci v lednu 1963 nahrazen Kaiem-Uwem von Hasselem (CDU).
Spolkový soud v roce 1965 žalobu na deník Der Spiegel odmítl. Roku 1966 zároveň ústavní soud zamítl stížnost Der Spiegelu na porušení svobody tisku. Tyto události jsou považovány za první test demokracie v poválečném Západním Německu a potvrdily, že jsou v SRN dodržovány principy demokracie.

## Seznam členů vlády
| Portfej                                                          | Ministr                                                       | Strana | Strana |
| ---------------------------------------------------------------- | ------------------------------------------------------------- | ------ | ------ |
| Spolkový kancléř                                                 | Konrad Adenauer                                               |        | CDU    |
| Zástupce spolkového kancléře                                     | Ludwig Erhard                                                 |        | CDU    |
| Ministr zahraničních věcí                                        | Gerhard Schröder                                              |        | CDU    |
| Ministr vnitra                                                   | Hermann Höcherl                                               |        | CSU    |
| Ministr spravedlnosti                                            | Wolfgang Stammberger do 19. listopadu 1962                    |        | FDP    |
| Ministr financí                                                  | Heinz Starke do 19. listopadu 1962                            |        | FDP    |
| Ministr hospodářství                                             | Ludwig Erhard                                                 |        | CDU    |
| Ministr výživy, zemědělství a lesů                               | Werner Schwarz                                                |        | CDU    |
| Ministr práce a sociálních věcí                                  | Theodor Blank                                                 |        | CDU    |
| Ministr obrany                                                   | Franz Josef Strauß do 11. prosince 1962, poté pověřen řízením |        | CSU    |
| Ministr dopravy                                                  | Hans-Christoph Seebohm                                        |        | CDU    |
| Ministr pošt a spojů                                             | Richard Stücklen                                              |        | CSU    |
| Ministr bytových záležitostí, výstavby měst a územního plánování | Paul Lücke                                                    |        | CDU    |
| Ministr pro odsunuté, uprchlíky a zasažené válkou                | Wolfgang Mischnick do 19. listopadu 1962                      |        | FDP    |
| Ministr pro celoněmeckou problematiku                            | Ernst Lemmer                                                  |        | CDU    |
| Ministr pro záležitosti Spolkové rady a zemí                     | Hans-Joachim von Merkatz                                      |        | CDU    |
| Ministr pro atomovou energii                                     | Siegfried Balke                                               |        | CSU    |
| Ministr pro záležitosti rodiny a mládeže                         | Franz-Josef Wuermeling                                        |        | CDU    |
| Ministr pro hospodářský majetek                                  | Hans Lenz do 19. listopadu 1962                               |        | FDP    |
| Ministr pro hospodářskou spolupráci                              | Walter Scheel do 19. listopadu 1962                           |        | FDP    |
| Ministryně zdravotnictví                                         | Elisabeth Schwarzhaupt                                        |        | CDU    |
| Ministr pro zvláštní úlohy                                       | Heinrich Krone                                                |        | CDU    |